# 2022年3月臺灣
| << | 2022年3月 （民國111年） | >> |    |    |    |    |
| \| 日 \| 一 \| 二 \| 三 \| 四 \| 五 \| 六 \| \| \| \| 1 \| 2 \| 3 \| 4 \| 5 \| \| 6 \| 7 \| 8 \| 9 \| 10 \| 11 \| 12 \| \| 13 \| 14 \| 15 \| 16 \| 17 \| 18 \| 19 \| \| 20 \| 21 \| 22 \| 23 \| 24 \| 25 \| 26 \| \| 27 \| 28 \| 29 \| 30 \| 31 \| \| \| \| \| \| \| \| \| \| \| |                         |    |    |    |    |    |
| 臺灣新聞動態／維基新聞 |                         |    |    |    |    |    |
| 世界／中国大陆／臺灣 |                         |    |    |    |    |    |
| 日 | 一                      | 二 | 三 | 四 | 五 | 六 |
| |                         | 1  | 2  | 3  | 4  | 5  |
| 6 | 7                       | 8  | 9  | 10 | 11 | 12 |
| 13 | 14                      | 15 | 16 | 17 | 18 | 19 |
| 20 | 21                      | 22 | 23 | 24 | 25 | 26 |
| 27 | 28                      | 29 | 30 | 31 |    |    |
| |                         |    |    |    |    |    |

## 3月1日
- 美國總統拜登指派的前參謀首長聯席會議主席麥可·穆倫率領的跨黨派資深代表團，於今日下午4時13分搭專機抵臺北松山機場。外交部長吳釗燮前往接機，並和穆倫等人擊肘致意。訪問團預計明日上午前往總統府拜會總統蔡英文，明天下午分別拜會行政院長蘇貞昌與國防部長邱國正，晚上由蔡總統設宴款待代表團，明晚搭專機離開臺灣。穆倫此次率領的訪團成員包含許多前美國國安高層，成員包括前國防部政策次長佛洛諾伊（Michèle A. Flournoy）、前白宮副國安顧問歐蘇利文（Meghan L. O'Sullivan）、前白宮國安會亞洲事務資深主任葛林（Michael Green）及前白宮國安會亞洲事務資深主任麥艾文（Evan S. Medeiros）[1][2]。據軍方人士表示，訪團預計明日下午拜訪國防部長邱國正，交流內容與項目不對外公開[3]。
- 立法院今日邀請行政院官員列席，報告臺灣因應俄羅斯入侵烏克蘭等事項。經濟部長王美花表示，已將俄羅斯納入戰略性高科技產品的出口管制地區，若有申請出口，一定會嚴審，無正當理由就不容易出口，原則上傾向禁止出口到俄羅斯[4]。

## 3月2日
- 美國總統拜登指派的前參謀首長聯席會議主席麥可·穆倫訪臺代表團。今日上午前往總統府晉見總統蔡英文，傳達美國反對任何片面改變現狀的行為，支持以符合臺灣人民意願和最佳利益的方式和平解決兩岸議題，並保證美國堅定維持承諾。穆倫表示代表團能夠訪問臺灣這個世界上最具活力的民主政體之一令人深感驕傲，並肯定蔡總統是促進人權、婦女賦權和包容性社會的全球領導者。蔡總統則表示臺灣做為國際社會一員，除了表達嚴厲譴責，也參與對俄羅斯實施經濟制裁的國際行動，對於烏克蘭的人道救援也在前天正式啟動。這是全球民主國家團結的時刻，台灣也不能夠缺席[5][6]。
- 因應援助烏克蘭，外交部透過財團法人賑災基金會開立賑濟烏克蘭專戶，從3月2日起至4月1日開放民眾捐款[7]。
- 美國前國務卿蓬佩奧今晚搭機訪臺，班機於晚間7時38分降落在桃園國際機場。他表示，很期待這次的臺灣行，也將在後續幾天的行程拜會政商界。蓬佩奧一行人在2日至5日訪臺，期間將晉見蔡總統，接受副總統賴清德款宴，並拜會行政院長蘇貞昌、立法院長游錫堃、外交部長吳釗燮。期間除拜會臺灣政要，蓬佩奧計劃與商、學等各界人士交流互動，包括4日參加遠景基金會舉辦的活動，發表20分鐘專題演講[8]。

## 3月3日
- 台灣電力公司興達發電廠開關場設備故障，導致龍崎超高壓變電所南機組跳脫，造成三三全臺大停電[9]。

## 3月5日
- 中國國民黨進行中常委選舉投票，其中最高票當選為傅崐萁[10]。

## 3月16日
- 鴻海集團製造首輛型號電動公車Model T正式上路營運[11]。

## 3月18日
- 臺灣銀行宣布自3月21日起調升定存的存款利率[12]。

## 3月20日
- 2022年新北市萬金石馬拉松於新北市萬里區金山區及石門區舉行[13]。
- 家扶基金會舉辦2022年全國自強兒童表揚活動[14]。

## 3月21日
- 馬紹爾群島總統戴維·卡布阿與訪問團乘坐飛機抵達臺灣進行國是訪問[15]。

## 3月23日
- 花蓮縣豐濱鄉外海發生芮氏規模6.6地震，是實施新分級制度以來觀測到規模最大的地震[16]。

## 3月25日
- 立法院三讀通過18歲公民權修憲案，待公告半年後的三個月內進行公民複決。
- 2022年屏東縣縣長的民進黨初選政見發表會於民視舉行，擬參加民進黨初選的共計有莊瑞雄、周春米和鍾佳濱3位[17]。

## 3月26日
- 大港開唱於3月26日至3月27日在駁二藝術特區舉行[18]。

## 3月27日
- 新明國中以7比2擊敗對手仁和國中，贏得110學年度國中棒球聯賽硬式組冠軍[19]。

## 3月28日
- 中央流行疫情指揮中心宣布自2022年4月1日至4月30日為止，將強化特定娛樂場所防疫作為，並維持現行口罩等防疫措施[20]。

## 3月29日
- 美國參議院通過《2022年美國競爭法》（America COMPETES Act of 2022），法案囊括多項友台條文，促進美台軍事、文化與外交等多方往來，包括支持定期軍售、允許台灣人員在美秀國旗、成立美台文化交流基金會等[21]。

## 3月31日
- 台灣彩券於臺灣時間約18點20分至19點30分部分彩券行出現交易系統異常的情形[22]。